# Phytobia vindhyaensis
Phytobia vindhyaensis este o specie de muște din genul Phytobia, familia Agromyzidae, descrisă de Singh și Ipe în anul 1973. Conform Catalogue of Life specia Phytobia vindhyaensis nu are subspecii cunoscute.